# Bisíl·lab
Un bisíl·lab o disíl·lab és una paraula que té dues síl·labes. Vet aquí alguns exemples: en·llaç, lle·tra. En català hi ha moltes paraules bisíl·labes. En contrast amb els monosíl·labs, que només poden ser aguts, els bisíl·labs poden ser aguts i plans. Les paraules bisíl·labes acostumen a ser de quatre o cinc lletres. La més petita té només dues lletres: e·ó. Les més grans superen les set: fron·ters, tren·cats. Alhora de comptar les síl·labes per localitzar els bisíl·labs, cal tenir en compte que en català en una síl·laba hi pot haver una o més vocals. Quan hi ha dues o tres vocals en contacte poden formar un diftong o triftong, és a dir, agrupar-se en una mateixa síl·laba, però, si no formen diftong, encara que les vocals estiguin en contacte, formen síl·labes diferents, això s'anomena hiat. Per exemple:
e·ó té dues vocals fortes i, per tant, no pot formar diftong, és a dir, que forma un hiat. Així doncs, cada vocal serà part d'una síl·laba diferent, la síl·laba e i la síl·laba ó, dues síl·labes, un bisíl·lab.
iot té una vocal feble a l'inici de paraula seguida d'una altra vocal. Això forma un diftong i, per tant, una sola síl·laba. És a dir, que no serà un bisíl·lab.
Altres exemples de bisíl·labs són els següents:
- Amb diftongs: qua·tre, ar·reu
- Amb hiats: bo·a, be·at
- Amb hiats i diftongs: du·ia, fe·ia

No són bisíl·labs els següents mots: 
- Monosíl·labs: peu, ou
- Trisíl·labs: mò·mi·a, Ma·ri·a, ru·ï·na

MÈTRICA CATALANA
En la Mètrica Catalana d'Art menor podem trobar-hi un poema tipus de dues síl·labes que rep el nom de
(2 Síl·labes) BISÍL·LAB 
Exp.

La lluna,
la bruna
vestida
de dol,
son pare
la crida,
sa mare,
no vol.

(Popular)